# Steerea clemensiana
Steerea clemensiana là một loài rêu tản trong họ Jubulaceae. Loài này được (Verd.) S. Hatt. miêu tả khoa học lần đầu tiên năm 1975.